# Enkeltnukleotidpolymorfi
Enkeltnukleotidpolymorfi, eller SNP (udtales "snip") fra det engelske single nucleotide polymorphism, henviser til variationer i forskellige individers DNA. Begrebet dækker over situationer, hvor et specifikt sted i genomet indeholder en variation i en af de fire baser (A, T, C og G), som DNA er opbygget af. Eksempelvis kan sekvensen ATTCCG være alment udbredt i populationen, mens den hos visse individer er ændret til AATCCG. 
SNP kan forekomme både i kodende (gener) og ikke-kodende områder i genomet, og effekten af en SNP kan derfor være meget forskellig. 
At der findes SNPs i kodende områder, betyder ikke nødvendigvis at der sker en ændring i aminosyre-rækkefølgen af det producerede protein, idet der findes flere genetiske koder for det samme protein. På den anden side kan SNP medføre udskiftningen af en aminosyre med stor betydning som sygdomsfremkaldende som f.eks. i seglcelleanæmi, β-thalassæmi og cystisk fibrose eller have en positiv effekt som f.eks. i APOE (apolipoprotein E), der giver en mindre risiko for Alzheimers sygdom.
SNPs i ikke-kodende områder kan stadig have betydning for geners splicing eller binding af transkriptionsfaktorer. Mange SNPs har formentlig ingen betydning for cellulære funktioner.

## Punktmutation
Begreberne punktmutation og enkeltnukleotidpolymorfi er tæt relateret. 
En regel siger at før variationen kan klassificeres som en SNP, skal den findes hos mere end 1% af befolkningen.

## Henvisning
- Human Genome Project Information Arkiveret 20. april 2012 hos  Wayback Machine — SNP Fact Sheet